# Emily (film, 1976)
Pour les articles homonymes, voir Émilie.
Pour plus de détails, voir Fiche technique et Distribution.
Emily (Titre original en anglais : The Awakening of Emily) est un film érotique britannique réalisé par Henry Herbert, sorti en 1976.

## Synopsis
En 1928, dans la haute société anglaise, la jeune Emily Foster (Koo Stark) multiplie les expériences sexuelles avec des hommes et des femmes.

## Fiche technique
- Titre français : Emily
- Titre original : The Awakening of Emily
- Réalisation : Henry Herbert
- Scénario : Anthony Morris
- Décors : Jacqueline Charrott-Lodwidge
- Costumes : Maggie Quigley
- Son : Derek Ball et Alan Paley
- Photographie : Jack Hildyard
- Musique : Rod McKuen
- Production : Christopher Neame
- Sociétés de production : Emily Productions
- Sociétés de distribution : Brent Walker PLC  (Royaume-Uni), MGM/UA Home Entertainment (États-Unis)
- Pays d'origine :  Royaume-Uni
- Langue originale : Anglais
- Format : Couleur
- Genre : Drame, érotique, romance
- Durée : 87 minutes
- Dates de sorties en salles : 
  -  Royaume-Uni : 31 octobre 1976
  -  France : 31 octobre 1976

## Distribution
- Koo Stark : Emily Foster
- Sarah Brackett : Margaret Foster
- Victor Spinetti : Richard Walker
- Jane Hayden (en) : Rachel
- Constantine Gregory (en) : Rupert Wain
- Ina Skriver (en) : Augustine Wain
- Richard Oldfield : James Wise
- David Auker (en) : Billy
- Jeremy Child (en) : Gerald
- Jeannie Collings : Rosalind
- Pamela Cundell (en) : Mrs. Prince